# マルク・ホッティガー
マルク・ホッティガー（Marc Hottiger、1967年11月7日 - ）は、スイスの元サッカー選手。元スイス代表。ポジションはDF。

## クラブ歴
地元のFCローザンヌ・スポルトで選手となった後、FCシオンに移籍した。
1994年8月1日にはプレミアリーグ所属のニューカッスル・ユナイテッドFCに52万5000ユーロで移籍した。1994-95シーズンはライトバックのレギュラーとして起用され、FAカップでのブラックバーン・ローヴァーズFC戦では20m以上の距離からのゴールを決める活躍を残した。しかし監督のケビン・キーガンがワレン・バートンをウィンブルドンFCから引き抜いてくると彼の立場は一転し、1995-96シーズンは出場機会を失って行った。
1996年1月19日には70万ユーロでエヴァートンFCに移籍、しかし労働許可証の取得に時間がかかり、3月9日に取得するまで長い時間を彼は待たされる事になった。こうして労働許可を手に入れた彼であったが、出場機会は乏しく、ボルトン・ワンダラーズFCから一点を奪ったのみで、1997年6月に退団した。
2万5000ユーロでFCローザンヌ・スポルトに復帰した彼はその後1999年にFCシオンに復帰し、2002年にシオンで選手を引退した。

## 代表歴
1989年から1996年にかけてスイス代表として出場し63試合5得点の結果を残した。1994 FIFAワールドカップやUEFA EURO '96にもスイス代表として出場した。

## 個人成績
| 1988-89      | ローザンヌ     |              | スーパー     | 20       | 3        | 20       | 3        |
| 1989-90      | ローザンヌ     |              | スーパー     | 35       | 1        | 35       | 1        |
| 1990-91      | ローザンヌ     |              | スーパー     | 33       | 1        | 33       | 1        |
| 1991-92      | ローザンヌ     |              | スーパー     | 35       | 0        | 35       | 0        |
| 1992-93      | シオン         |              | スーパー     | 32       | 7        | 32       | 7        |
| 1993-94      | シオン         |              | スーパー     | 35       | 6        | 35       | 6        |
| イングランド | イングランド   | イングランド | イングランド | リーグ戦 | リーグ戦 | 期間通算 | 期間通算 |
| 1994-95      | ニューカッスル |              | プレミア     | 38       | 1        | 38       | 1        |
| 1995-96      | ニューカッスル |              | プレミア     | 1        | 0        | 1        | 0        |
| 1995-96      | エヴァートン   |              | プレミア     | 9        | 1        | 9        | 1        |
| 1996-97      | エヴァートン   |              | プレミア     | 8        | 0        | 8        | 0        |
| スイス       | スイス         | スイス       | スイス       | リーグ戦 | リーグ戦 | 期間通算 | 期間通算 |
| 1997-98      | ローザンヌ     |              | スーパー     | 29       | 0        | 29       | 0        |
| 1998-99      | ローザンヌ     |              | スーパー     | 16       | 1        | 16       | 1        |
| 1999-00      | シオン         |              | スーパー     | 14       | 0        | 14       | 0        |
| 2000-01      | シオン         |              | スーパー     | 33       | 1        | 33       | 1        |
| 2001-02      | シオン         |              | スーパー     | 35       | 0        | 35       | 0        |
| 通算         | スイス         | スイス       | スーパー     | 317      | 20       | 317      | 20       |
| 通算         | イングランド   | イングランド | プレミア     | 56       | 2        | 56       | 2        |
| 総通算       | 総通算         | 総通算       | 総通算       | 373      | 22       | 373      | 22       |